# Dawn Fraser
Dawn Lorraine Fraser (ur. 4 września 1937 w Balmain) – australijska pływaczka specjalizująca się w stylu dowolnym, czterokrotna mistrzyni olimpijska.
W 1964 roku jako pierwsza zawodniczka w historii przepłynęła 100 m stylem dowolnym poniżej minuty.
Na igrzyskach debiutowała w Melbourne w 1956, ostatni raz wystąpiła w Tokio osiem lat później. Za każdym razem, podczas trzech startów, zdobywała medale (łącznie osiem). Trzy razy z rzędu wygrywała olimpijski wyścig na 100 metrów stylem dowolnym (jako pierwsza pływaczka w historii triumfowała na tym samym dystansie na trzech olimpiadach). Czwarty złoty krążek zdobyła w 1956 w sztafecie kraulowej 4 × 100 m. Ponadto zdobyła cztery srebrne medale. Wielokrotnie stawała na podium Commonwealth Games. Do niej należał rekord świata na dystansie 100 m stylem dowolnym przez ponad piętnaście lat, od 1956 do 1972 roku.
Odznaczona Orderem Australii i Orderem Imperium Brytyjskiego V klasy (MBE), a także brązowym Orderem Olimpijskim.
Jej mężem jest Gary Ware, para wychowała jedną córkę.

## Starty olimpijskie
Melbourne 1956
- 100 m kraulem, 4 × 100 m kraulem – złoto
- 400 m kraulem – srebro

Rzym 1960
- 100 m kraulem – złoto
- 4 × 100 m kraulem, 4 × 100 m stylem zmiennym – srebro

Tokio 1964
- 100 m kraulem – złoto
- 4 × 100 m kraulem – srebro